# 三上・田上・信楽県立自然公園
三上・田上・信楽県立自然公園（みかみ・たなかみ・しがらきけんりつしぜんこうえん）は、滋賀県南部の県立自然公園である。

## 概要
1969年（昭和44年）に滋賀県が指定し、公園面積は18,177haである。田上山地、信楽山地のゆるやかな山並みと、三上山や鏡山を中心として指定された自然公園である。
ほとんどが花崗岩で風化が進んでいるが、アカマツを中心とする植生と一体となって美しい景観を構成している。
また、この自然公園は紫香楽宮跡をはじめ、御上神社、太神山不動寺、常楽寺、長寿寺等の文化財が豊富である。
希望が丘が集団施設地区に指定されている。

## 関係市町村
- 野洲市
- 近江八幡市
- 大津市
- 甲賀市
- 湖南市
- 東近江市
- 栗東市
- 竜王町

## 名所
- 湖南アルプス
- 三上山
- 滋賀県希望が丘文化公園